# Ipfirewall
 (septembre 2012).
Si vous disposez d'ouvrages ou d'articles de référence ou si vous connaissez des sites web de qualité traitant du thème abordé ici, merci de compléter l'article en donnant les références utiles à sa vérifiabilité et en les liant à la section « Notes et références ».
ipfirewall (ou ipfw) est un module logiciel qui fournit des fonctions de pare-feu pour FreeBSD et OS X.
Un portage vers les systèmes Windows 2000/XP/2003 a été effectué, le WIPFW  (Windows IP FireWall),.
La commande utilisateur permettant de configurer ipfirewall est ipfw.

## Particularités
- ipfirewall peut filtrer les connexions créées par un processus local en fonction du  UID ou le GID du processus créateur, ce qui peut être utile pour autoriser/interdire l'accès à certaines plages d'adresses/protocoles à certaines personnes.
- Comme la plupart des pare-feu libres, Ipfirewall ne gère pas IPsec, les proxys, les IDS, les serveurs d'authentification ainsi que d'autres technologies que les pare-feux commerciaux ont l'habitude de gérer. Pour faire cela il faut utiliser d'autres modules BSD qui se configurent à part.